# Pseudapis nubica
Pseudapis nubica là một loài Hymenoptera trong họ Halictidae. Loài này được Warncke mô tả khoa học năm 1976.